# Чистею-де-Муреш
Чистею-де-Муреш (рум. Cisteiu de Mureș) — село у повіті Алба в Румунії. Адміністративно підпорядковане місту Окна-Муреш.
Село розташоване на відстані 279 км на північний захід від Бухареста, 37 км на північний схід від Алба-Юлії, 47 км на південь від Клуж-Напоки.

## Населення
За даними перепису населення 2002 року у селі проживали 710 осіб.
Національний склад населення села:
| Національність | Кількість осіб | Відсоток |
| -------------- | -------------- | -------- |
| румуни         | 489            | 68,9%    |
| угорці         | 144            | 20,3%    |
| цигани         | 77             | 10,8%    |

Рідною мовою назвали:
| Мова      | Кількість осіб | Відсоток |
| --------- | -------------- | -------- |
| румунська | 522            | 73,5%    |
| угорська  | 140            | 19,7%    |
| циганська | 47             | 6,6%     |